# Мирная Долина (Орловская область)
Ми́рная Доли́на — посёлок в Дмитровском районе Орловской области. Входит в состав Друженского сельского поселения.

## География
Расположен в 8 км к северо-западу от Дмитровска недалеко от истока ручья Чистый, притока Неруссы. К востоку от посёлка находится урочище Кудрявское. Высота населённого пункта над уровнем моря — 234 м.

## История
В 1926 году в посёлке было 8 дворов, проживало 48 человек (23 мужского пола и 25 женского). В то время Мирная Долина входила в состав Рублинского сельсовета Волконской волости Дмитровского уезда. С 1928 года в составе Дмитровского района. В 1937 году в посёлке было 8 дворов. Во время Великой Отечественной войны, с октября 1941 года по август 1943 года, находился в зоне немецко-фашистской оккупации. Во 2-й половине XX века в Мирной Долине действовала школа. После упразднения Рублинского сельсовета посёлок вошёл в состав Друженского сельсовета. В 2014 году в посёлке было 2 двора.

## Население
| 1926 | 1979 | 2002 | 2010 |
| ---- | ---- | ---- | ---- |
| 48   | ↘15  | ↘7   | ↘1   |